# Betta albimarginata
Betta albimarginata Kottelat & Ng, 1994 è un pesce d'acqua dolce appartenente alla famiglia Osphronemidae, sottofamiglia Macropodusinae.

## Distribuzione e habitat
Questo piccolo pesce è diffuso solamente nel bacino del Sebuku (Indonesia), in acque molto basse (massimo 10 cm), con fondo di foglie e tra le radici delle piante lungo le rive, con poca corrente.

## Descrizione
Presenta un corpo sottile, con dorso appiattito e testa allungata (1/3 del corpo): gli occhi e la bocca sono grandi.
Le pinne dorsale e anale sono lunghe e arrotondate, le pettorali e la caudale sono tondeggianti. 

Il maschio presenta una colorazione dal bruno al nero rossiccio, mattone verso la coda. La radice della pinna dorsale, dell'anale e della caudale sono rosse, sfiumate nel nero. Gli orli delle pinne sono bianco-gialle. Durante il corteggiamento e l'accoppiamento il colore del maschio è estremamente vivido, dal nero velluto al rosso mattone intenso. Le femmine sono brune. 

Le dimensioni si attestano sui 2,8 cm.

## Riproduzione
Dopo la deposizione il maschio cova le uova in bocca per 11 giorni circa, sputando poi uno ad uno gli avannotti che usciranno alla schiusa.

## Acquariofilia
Betta albimarginata è diffuso solamente tra gli appassionati: difficile trovarne esemplari se non da allevatori specializzati.